# Mohammed Ali van Egypte
Mohammed Ali (Arabisch: محمد علي باشا, Muḥammad ʿAlī Bāšā) (er bestaan veel spellingsvariaties) (Kavála (Griekenland), 1769 – Alexandrië, 2 augustus 1849) was wāli (gouverneur) van Ottomaans Egypte, en wordt gezien als de stichter van het moderne Egypte en als vader des vaderlands.
Hij werd met een expeditieleger naar Egypte gestuurd toen dat door Napoleon was bezet, maar al voor hij daar aankwam waren de Fransen begonnen zich terug te trekken. Mehmet Ali, zoals zijn Turkse naam luidt, bezette het land, en in 1808 erkende de sultan hem als wali.
Hij hervormde Egypte en breidde zijn gebied uit met een leger waarvoor boeren gerekruteerd werden. Hij legde veel infrastructuur aan, namelijk: 1600 km aan spoorwegen, 8000 km aan telegraafkabels en 13000 km aan kanaal. Hij maakte van Egypte een van de grootste katoenproducenten ter wereld, Egyptes katoenindustrie was namelijk goed voor 75% van de wereldproductie. Veel van zijn veranderingen waren echter gericht op de versterking van het Egyptische leger. Hij wilde van Egypte een sterke economie maken, waardoor hij veel geld kon investeren in zijn leger, om Egypte te beschermen tegen de Britten en Fransen.
Mohammed Ali richtte het Egyptische bestuur in naar westers voorbeeld en reorganiseerde het leger. Hij stichtte een dynastie, die het land achtereenvolgens als wali (1805-1867), kedive (1867-1914), sultan (1914-1922) en koning (1922-1953) zou regeren.
Hoewel hij altijd een vazal van het Ottomaanse Rijk bleef, handelde hij meestal onafhankelijk. Tijdens de Griekse opstand koos hij echter partij voor de sultan en veroverde de eilanden en de Peloponnesos. Na de Ottomaanse nederlaag bij Navarino (1827) en het Congres van Londen (1832) brak echter een conflict uit met de sultan. Mohammed Ali vond dat hij recht had op betaling voor zijn diensten. De sultan vond dat Mohammed Ali deze diensten sowieso had moeten verrichten omdat hij de sultan nu eenmaal loyaliteit verschuldigd was. Bovendien was er geen resultaat geboekt. Dit leidde uiteindelijk ertoe dat Mohammed Ali in opstand kwam tegen de sultan en deze uiteindelijk tot twee keer toe wist te verslaan.
Hij werd in juli 1848 afgezet omdat zijn geestelijke vermogens achteruit gingen. Hij stierf in augustus van het volgende jaar. Hij werd opgevolgd door twee van zijn zonen. De twee waren echter zwakke heersers, en onder hun regeerperiode werd het grootste gedeelte van Egypte overgenomen door Europese machten.

## Trivia
- Tijdens zijn bewind gaf hij als verzoening de giraffe Zarafa aan koning Karel X van Frankrijk.
- Mohammed Ali was een Turks sprekende Albanees.
- Mohammed Ali staat bekend als degene die de Piramiden van Gizeh wilde laten afbreken om de stenen ervan te gebruiken voor een dam op de Nijl. Het plan ging niet door omdat zijn minister met opzet de financiële berekening van deze exercitie te hoog liet uitvallen.